# Giàu

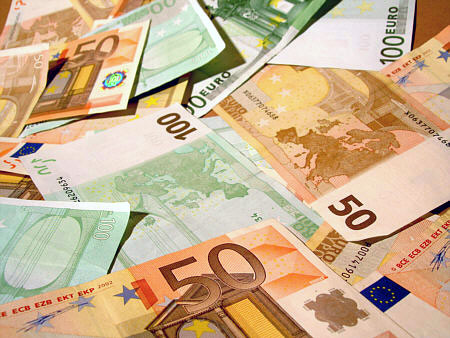
Tiền giấy, biểu tượng hiện đại cho "tài sản vật chất"

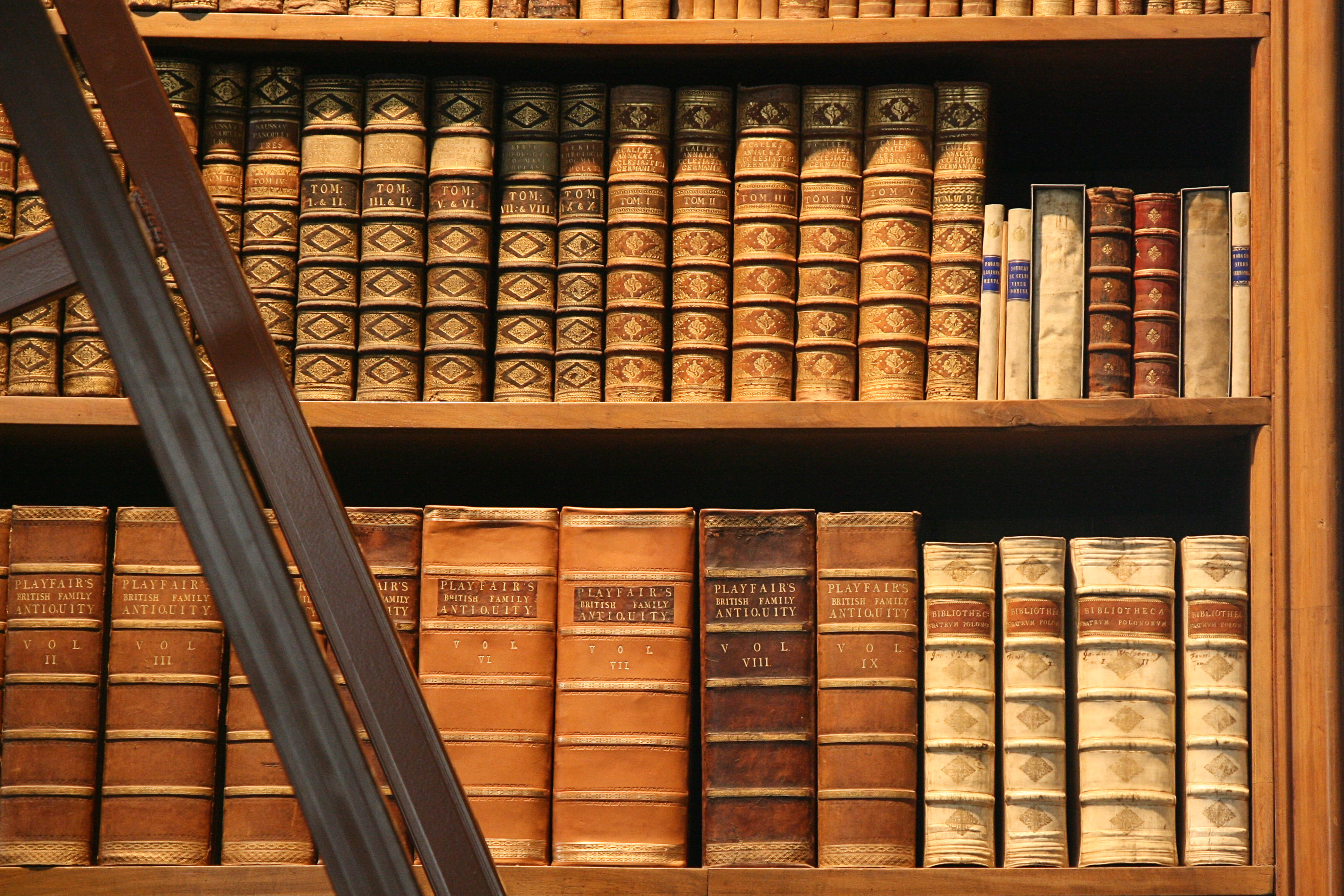
Sách như một biểu tượng của "giàu có về tinh thần"

Giàu là sự sở hữu các vật chất, tài sản có giá trị. Một cá nhân, cộng đồng, vùng hoặc quốc gia có nhiều tài sản hoặc tài nguyên như vậy được gọi là giàu có.
Khái niệm về giàu thường phổ biến trong các lĩnh vực kinh tế, đặc biệt là trong kinh tế học phát triển. Tuy vậy khái niệm về giàu thường phụ thuộc vào văn phạm, vì định nghĩa về giàu không có sự thống nhất trên thế giới. Nhìn chung, các nhà kinh tế học định nghĩa giàu là "bất cứ thứ gì có giá trị", rất nhiều cá nhân và văn phạm khác nhau có các định nghĩa khác nhau về giàu. Định nghĩa sự giàu có có thể là một quá trình có tính định hướng với những ý nghĩa đạo đức khác nhau, vì việc tối đa hóa tài sản thường được coi là một mục tiêu hoặc được coi là một nguyên tắc quy chuẩn của chính nó.
Định nghĩa về sự giàu có của Liên Hợp Quốc là một thước đo tiền tệ bao gồm tổng tài sản tự nhiên, con người và tài sản vật chất. Tài sản tự nhiên bao gồm đất đai, rừng, năng lượng và khoáng sản. Nguồn nhân lực là giáo dục và kỹ năng của người dân. Vốn vật chất (hoặc "sản xuất") bao gồm những thứ như máy móc, nhà cửa và công trình hạ tầng xã hội.

## Tổng tài sản toàn cầu

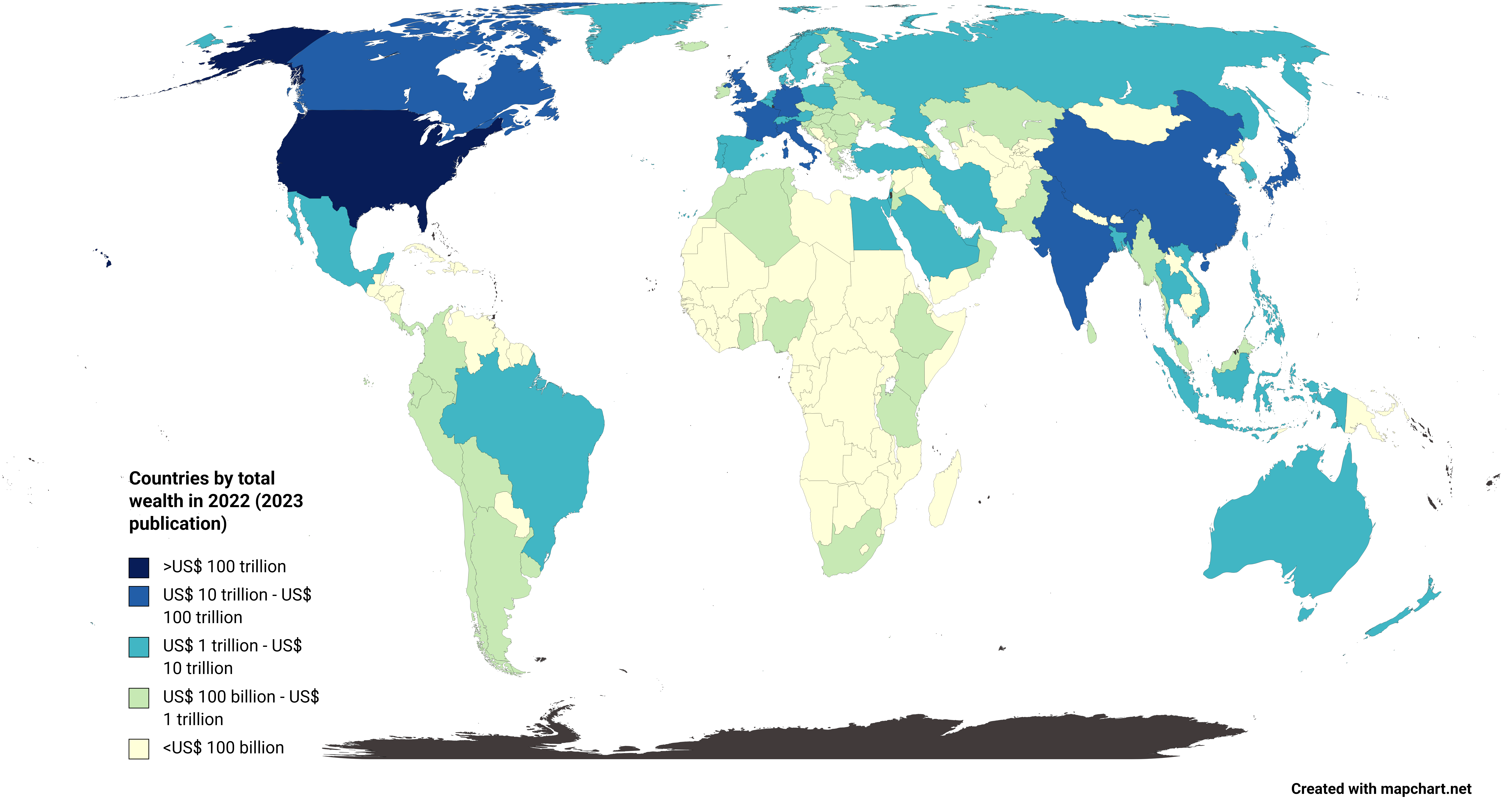
Các quốc gia theo tổng tài sản (nghìn tỷ USD), Credit Suisse

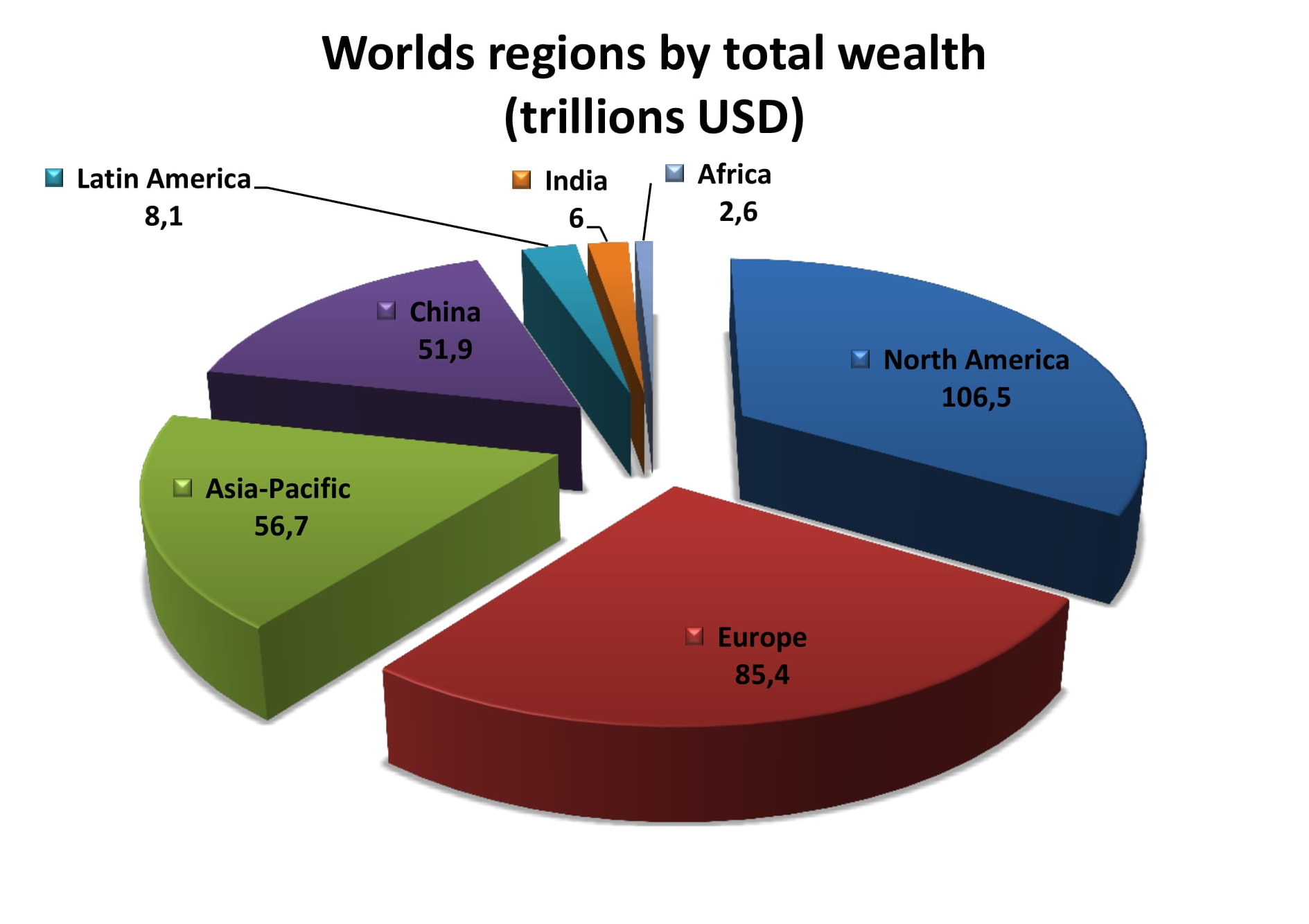
Các khu vực trên thế giới theo tổng tài sản (nghìn tỷ USD), 2018

Tổng tài sản của các hộ gia đình trên toàn thế giới đã đạt 280 nghìn tỷ USD vào năm 2017. Theo Báo cáo Tài sản Toàn cầu lần thứ tám, từ giữa năm 2016 đến giữa năm 2017, tài sản toàn cầu đã tăng 6,4%, đây là tốc độ tăng nhanh nhất kể từ năm 2012. Tổng tài sản đạt 280 nghìn tỷ USD, tăng thêm 16,7 nghìn tỷ USD. Điều này phản ánh sự tăng trưởng mạnh mẽ trên thị trường chứng khoán và giá trị các tài sản phi tài chính, lần đầu tiên vượt qua mức trước khủng hoảng tài chính năm 2007. Tài sản tăng nhanh hơn dân số, dẫn đến tài sản trung bình trên mỗi người trưởng thành tăng 4,9% và đạt kỷ lục mới là 56.540 USD/người. Tim Harford từng nói rằng một đứa trẻ nhỏ có thể sở hữu nhiều tài sản hơn 2 tỷ người nghèo nhất trên thế giới cộng lại, vì trẻ em không có nợ.
Theo Báo cáo Tài sản Toàn cầu năm 2021 của McKinsey & Company, tổng tài sản ròng toàn cầu đạt 514 nghìn tỷ USD vào năm 2020, trong đó Trung Quốc là quốc gia giàu nhất với 120 nghìn tỷ USD. Tuy nhiên, một báo cáo khác từ Credit Suisse năm 2021 cho biết tổng tài sản của Mỹ đã vượt qua Trung Quốc, với 126,3 nghìn tỷ USD so với 74,9 nghìn tỷ USD của Trung Quốc.